# Joseph Aoun
Joseph Khalil Aoun (in arabo جوزيف ﺧﻠﻴﻞ ﻋﻮﻥ‎?; Sinn al-Fil, 10 gennaio 1964) è un generale e politico libanese, presidente del Libano dal 9 gennaio 2025.
In precedenza, è stato il comandante in capo delle Forze armate libanesi dal 2017 al 2025.

## Biografia
Aoun è nato il 10 gennaio 1964 a Beirut, nel sobborgo di Sin el-Fil, nel distretto di Metn, figlio di Hoda Ibrahim Makhlouta e Khalil Aoun. Ha completato la scuola secondaria presso il Collège des Frères Mont La Salle. La sua famiglia è originaria della città di Al-Aaishiyah, nel sud del Libano. Di fede cristiana-maronita, Aoun si è iscritto alla Lebanese American University per conseguire una laurea in scienze politiche e affari internazionali, che ha conseguito nel 2007. Ha inoltre ottenuto una laurea in scienze militari presso l'Accademia militare dell'esercito libanese.

## Carriera militare
Aoun si è arruolato nell'esercito libanese nel 1983, si è addestrato all'estero, specialmente in Siria e negli Stati Uniti. Ha poi frequentato un corso di addestramento anti-terrorismo negli Stati Uniti nel 2008 e nel suo paese nel 2013. Fino al 2015 ha comandato la 9ª brigata di fanteria dell'esercito libanese.

### Guerra civile libanese
Nel 1990, Aoun ha prestato servizio come tenente nel Reggimento Commando dell'esercito libanese (in arabo: فوج المغاوير) sotto il leader Bassam Gergi presso la caserma di Adma. Nella guerra di eliminazione del 1990, duecento commando fedeli al generale Michel Aoun furono intrappolati nella loro base di Adma wa Dafneh dalla milizia delle Forze Libanesi (LF) di Samir Geagea fino a quando non fu concordata una tregua per consentire la loro evacuazione. Gergi fu ucciso e Aoun assunse il comando all'interno dell'unità.

### Comandante delle Forze Armate Libanesi
Nel 2015, Aoun è stato nominato comandante della 9ª brigata schierata al confine con Israele. L'8 marzo 2017 il governo libanese lo ha nominato comandante in capo delle forze armate libanesi (LAF), in sostituzione di Jean Kahwaji.
Aoun ha condotto battaglie contro la campagna dello Stato islamico nel Libano orientale, dove centinaia di militanti dello Stato islamico e del Fronte al-Nusra erano trincerati al confine con la Siria. Il 19 agosto 2017 ha comandato l'"Operazione Jroud Dawn", un'offensiva di successo per espellere i militanti dalle loro roccaforti.
A seguito delle proteste in Libano e dello stallo politico, l'8 marzo 2021 il generale Aoun ha criticato la crisi di liquidità libanese e il suo impatto sull'esercito. Il suo discorso è diventato virale sui social media.
Il 15 dicembre 2023 il parlamento libanese ha votato a favore della proroga di un anno del mandato di Aoun, che è stato sostenuto principalmente dall'opposizione libanese, dal movimento Amal e dal Partito socialista progressista. In questo periodo, ha guidato le LAF durante l'invasione israeliana del Libano del 2024. Il 28 novembre 2024 il parlamento ha votato a favore di una seconda proroga del suo mandato.

## Carriera politica
La possibile candidatura presidenziale di Aoun è stata sollevata per la prima volta dal leader delle Forze libanesi Samir Geagea nel luglio 2022. Il Qatar ha dichiarato il suo sostegno alla candidatura durante una visita di funzionari che hanno promesso di sostenere l'esercito con aiuti finanziari e militari; gli Stati Uniti seguirono con il loro sostegno.

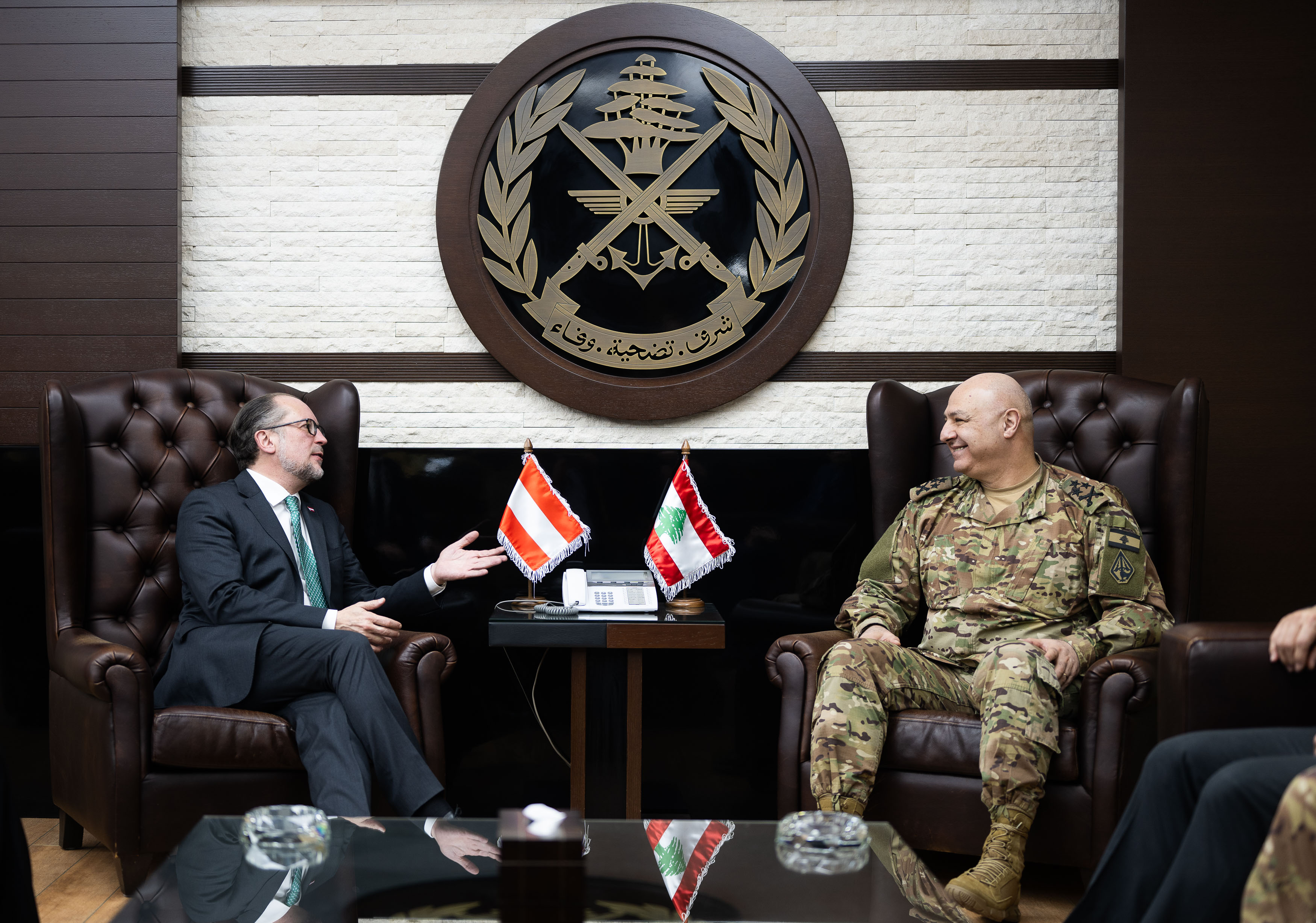
Incontro di Aoun con il ministro degli Affari esteri austriaco Alexander Schallenberg nel febbraio 2024

Nel dicembre 2022, l'inviato di Doha ha formato un gruppo di cinque nazioni che ha coinvolto Stati Uniti, Francia, Arabia Saudita ed Egitto per tenere colloqui e risolvere il problema dell'incarico presidenziale vacante in Libano. La maggior parte dei paesi ha affermato il proprio sostegno all'elezione di Aoun. Walid Jumblatt è stato il primo ad annunciare ufficialmente che il blocco del Democratic Gathering, da lui guidato, lo avrebbe eletto. Il 9 gennaio, i gruppi di opposizione, tra cui il partito Kataeb, il Blocco del Rinnovamento e le Forze Libanesi, hanno rilasciato una dichiarazione congiunta a sostegno di Aoun.

## Presidenza (2025-oggi)

### Elezione
Il 9 gennaio 2025 Aoun è stato eletto presidente del Libano al secondo turno della sessione elettorale, risolvendo così una paralisi politica iniziata nel 2022. Nel suo discorso inaugurale, ha promesso di combattere le mafie, il traffico di droga, l'interferenza nel sistema giudiziario, la corruzione, la povertà e il settarismo. Ha anche dichiarato che avrebbe promosso la riforma economica, politica e giudiziaria, affermando infine: "Lo Stato libanese – ripeto lo Stato libanese – si libererà dell'occupazione israeliana", promettendo anche che avrebbe lavorato "per affermare il diritto dello Stato al monopolio del porto d'armi".
La sua elezione è stata criticata da alcuni membri dell'opposizione che hanno sostenuto che la costituzione libanese impedisce a un comandante dell'esercito in carica di essere eletto presidente, un divieto che è stato revocato più volte, il che ha spinto alcuni parlamentari a votare per protesta.  Tuttavia, i precedenti hanno reso possibile che un funzionario in carica sia eletto presidente, se ottiene 86 voti in Parlamento, che è il numero di voti richiesto per modificare la costituzione, in particolare l'elezione di Michel Suleiman nel 2008.

## Vita privata
Joseph Aoun è sposato con Nehmat Nehmeh. Hanno due figli, Khalil e Nour. Parla correntemente arabo, francese e inglese.
Non è imparentato con il suo predecessore, Michel Aoun.